# Bosmina lamellatus
Bosmina lamellatus är en kräftdjursart. Bosmina lamellatus ingår i släktet Bosmina och familjen Bosminidae. Inga underarter finns listade.